# Ole Jacob Broch
Ole Jacob Broch (1818-1889) va ser un matemàtic, físic i polític noruec.

## Vida i Obra
Ole Broch va rebre la seva primera formació matemàtica del seu oncle, Theodor Broch, qui més tard seria general major de l'exèrcit. Va cursar els seus estudis secundaris a l'escola catedralícia Kristiansand i a l'institut Overlærer Møller, ingressant el 1835 a la universitat de Christiania (actual Oslo) on va ser deixeble de Bernt Holmboe.
De 1840 a 1842 va estar a París amb una beca. Allà va prendre contacte amb les matemàtiques de tradició abeliana (funcions el·líptiques, integrals abelianes, etc.), amb els treballs d'òptica de Cauchy i en l'ús de les matemàtiques en l'estadística. De 1843 a 1847, va participar amb el seu amic Hartvig Nissen i amb el seu germà, el lingüista Jens Peter Broch, en el projecte d'una nova escola, la Nissens Latin- og Realskole , que pretenia la reforma dels mètodes d'ensenyament a secundària. El 1847, després de presentar la seva tesi doctoral, va passar a ser professor ajudant de la universitat i el 1850, amb la mort inesperada de Holmboe, va assumir el càrrec de professor titular de matemàtiques pures.
Al mateix temps que era professor a la universitat en els períodes 1848-1869 i 1872-1879, va fer moltes altres activitats empresarials: va ser el fundador de la Christiania almindelige, gjensidige Forsørgelsesanstalt, la primera companyia d'assegurances de vida escandinava, per la qual va treballar en el càlcul de les seves taules de mortalitat; va jugar papers importants en la banca; va ser membre de les juntes de les companyies ferroviàries i telegràfiques de Noruega; fundador de la Junta Escandinavista el 1864. Entre 1869 i 1872 va abandonar la universitat per a fer-se càrrec del Ministeri de Marina i Correus del govern noruec.
El 1879 va ser contractat per l'Oficina Internacional de Pesos i Mesures a Sèvres (França), de la qual esdevenir director el 1883. Tot i que el 1884 va ser proposat per a primer ministre de Noruega, la seva candidatura no va reeixir, i va morir a Sèvres uns anys després.